# Балатонфиред
Балатонфиред (мађ. Balatonfüred) град је у Мађарској. Балатонфиред је један од важнијих градова у оквиру жупаније Веспрем.
Град Балатонфиред је имао 13.422 становника према подацима из 2009. године.
Балатонфиред је после Шиофока најважније туристичко одредиште на језеру Балатон.

## Географија
Град Балатонфиред се налази у средишњем делу Мађарске. Од престонице Будимпеште град је удаљен око 130 километара западно. Град се налази у западном делу Панонске низије. Град се налази на сееврној страни језера Балатон, подно Бакоњске горе. Надморска висина града је око 125 m.

## Становништво
По процени из 2017. у граду је живело 13138 становника.
| 1990.  | 2001.  | 2011.  | 2017.  |
| ------ | ------ | ------ | ------ |
| 13.520 | 12.956 | 12.979 | 13.138 |

## Галерија
- Поглед на насеље
- Градска марина
- Шеталиште поред језера
- Градска управа